# Deeside
Deeside är ett samhälle i Storbritannien.   Det ligger i kommunen Flintshire och riksdelen Wales, i den södra delen av landet, 270 km nordväst om huvudstaden London. Deeside ligger 28 meter över havet och antalet invånare är 32 000.
Terrängen runt Deeside är lite kuperad. Runt Deeside är det tätbefolkat, med 257 invånare per kvadratkilometer. Närmaste större samhälle är Chester, 9,8 km öster om Deeside. Trakten runt Deeside består till största delen av jordbruksmark.